# Вся правда о Колумбе
«Вся правда о Колумбе» — советский фильм 1970 снятый на Литовской киностудии режиссёром Витаутасом Жалакявичусом.
Первый фильм «латиноамериканской трилогии» режиссёра, затем последовали «Это сладкое слово — свобода!» и «Кентавры».

## Сюжет
Действие происходит в неназванной латиноамериканской стране, где идёт революция под предводительством таинственного лидера по имени Колумб.
Двое крестьян — Пабло и Педро, приехав с гор в маленький городок, чтобы связаться с революционерами, попадаются полиции. Ранее они от революционера «Учителя» узнают отчаянную истину: Колумб умер от тифа, но эту правду нужно скрыть, так как именно именем умершего связываются надежды повстанцев.
Вскоре Пабло арестовывают. В тюрьме капитану Падрильо даны все полномочия, чтобы добиться информации о Колумбе… 
В противостоянии палача и жертвы, пытающего и пытаемого, проявляются характеры людей.

Фильм как баллада, как сказание о подвиге и страданиях героя. Зовут его Пабло. Он коммунист и простой человек, крестьянин. В единоборстве с комиссаром полиции, на допросах и под пытками, он обнаружит такую силу духа и ума, стойкости и преданности своему делу, что победит. Никто не узнает правду о Колумбе — лидере коммунистов.— Дружба народов, 1980
Пабло не только выдерживает пытки, но и так себя ставит, что в итоге палач, жаждущий денег и власти, не выдержав нервного напряжения сходит с ума.

## В ролях
- Юозас Будрайтис — Пабло, революционер
- Бронюс Бабкаускас — Падрильо, капитан полиции
- Эугения Байорите — Тереза, жена Пабло
- Регимантас Адомайтис — доктор Антонио
- Пранас Пяулокас — Педро, революционер
- Витаутас Паукште — «Учитель», революционер
- Гедиминас Гирдвайнис — полицейский Эрнесто по прозвищу «Малыш», адъютант Падрильо
- Альфонас Радзявичюс — полицейский Валентинас, старший охранник в тюрьме

## Критика
Киновед Марианна Мальцене писала, что режиссёр, выстраивая сложную и своеобразную систему знаков-метафор, лишил персонажей эмоционального заряда, что, при рассудочном конструировании психологических состояний индивида в необычных обстоятельствах, осложняет понимание фильма, но отметила мастерскую режиссуру:

Собранность драматургии, точный ритмический рисунок, аскетичность композиции кадра… Фильм ёмкий и своеобразный и, как многое у Жалакявичюса, не бесспорный.
Высокую оценку критика получила игра исполнителя главной роли Юозаса Будрайтиса:

Будрайтис покоряет тем, что не делает своего героя суперменом, не подчеркивает его редкое мужество, волю, непобедимость. Он играет то, что стоит за этими высокими понятиями. Какой ценой, какими страданиями физическими и душевными они обошлись ему! За каждым поступком, фразой, интонацией, взглядом глубина переживаемых чувств.